# Taravo (fiume)
Il Taravo (in corso Tàravu o Tàlavu) è un fiume della Corsica centro-occidentale, il terzo per lunghezza dell'isola dopo il Golo e il Tavignano, il più lungo del dipartimento della Corsica del Sud.

## Percorso
Il Taravo nasce alle pendici del Monte Grosso, nei pressi del Col di Verde, a circa 1850 metri di altitudine. Mantiene per tutto il percorso una direzione Nord-Est/Sud-Ovest per poi sfociare nel Mar Mediterraneo nel golfo di Valinco, nei pressi della stazione balneare di Porto Pollo, dopo oltre 65 km di percorso.
Il Taravo dà il nome ad una microregione della Corsica del Sud, che corrisponde all'incirca alla parte alta del suo bacino idrografico.